# Epiaeschna heros
Epiaeschna heros là loài chuồn chuồn trong họ Aeshnidae. Loài này được Fabricius mô tả khoa học đầu tiên năm 1798.